# Per Wahlöö
Per Wahlöö (5. srpna 1926 Kunsbacka – 22. června 1975 Malmö) byl švédský spisovatel a novinář. Dosáhl světové proslulosti hlavně sérií románů o zločinu. Těchto deset volně navazujících románů z prostředí stockholmské kriminálky napsal společně se svou životní partnerkou, kterou byla švédská spisovatelka Maj Sjöwallová. Jejich osobní i pracovní vztah (nikdy nebyli manželé, jak je někdy mylně uváděno) trval celkem 13 let až do roku 1975, kdy Per Wahlöö ve 48 letech zemřel.

## Přehled díla

### Společně s Maj Sjöwallovou - série románů o zločinu
Hlavní postavou celé série je komisař Martin Beck. Během deseti let, ve kterých romány odehrávají, se z řadového detektiva na oddělení vražd policie ve Stockholmu vypracuje až na jeho šéfa. Případy, kterými se Beck a jeho kolegové zabývají, jsou povětšinou velmi závažné, např. hledání sériového vraha nezletilých dívek v třetím románu Muž na balkóně, nebo postřílení osmi cestujících samopalem v autobuse městské hromadné dopravy ve čtvrté knize Noční autobus. Jak však oba autoři zdůrazňují, nejedná se o klasické detektivky, ale o skutečné romány se snahou o důkladné vykreslení charakterů jednotlivých postav, ať už detektivů, pachatelů ale často i obětí. V neposlední řadě mají knihy i silný sociální podtext. Sjöwallová i Wahlöö byli přesvědčenými marxisty a tento jejich politický postoj je v románech značně patrný v ostré kritice švédské společnosti 60. a 70. let 20. století.
Partneři psali skutečně společně u jednoho stolu, každý jednu kapitolu, které si po napsání vyměnili k vzájemné revizi. Jejich souznění bylo tak hluboké a jejich literární styl tak podobný, že po nějaké době ani sami nedokázali rozeznat, kdo z nich byl autorem které kapitoly.
- Roseanna (Roseanna, 1965)
- Muž, který se vypařil (Mannen som gick upp i rök, 1966)
- Muž na balkóně (Mannen på balkongen, 1967)
- Noční autobus (Den skrattande polisen, 1968)
- Zmizelé hasičské auto (Brandbilen som försvann, 1969)
- Policie pomo pije (Polis, polis, potatismos!, 1970)
- Säffleská bestie (Den vedervärdige mannen från Säffle, 1971)
- Záhada zamčeného pokoje (Det slutna rummet, 1972)
- Vrah policistů (Polismördaren, 1974)
- Teroristé (Terroristerna, 1975)

### Samostatné dílo
- Pověření k sebevraždě (Uppdraget, 1963) - dobrodružný román z Latinské Ameriky
- Vražda v jedenatřicátém poschodí (Mord på 31: a våningen, 1964) - napínavé drama z blízké budoucnosti
- Ocelový skok (Stålsprånget, 1964)
- Temnější odstíny Švédska (Jag som lever och du som dod, Stirr har tyckle ha nom, 2014) - kriminální antologie nejvýznamnějších švédských autorů detektivek, vydaná téměř čtyřicet let po spisovatelově smrti, jedna z povídek je od Pera Wahlöö